# David Richter den äldre

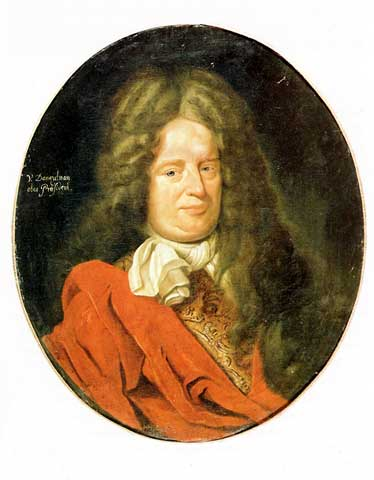
Eberhard von Danckelman porträtterad av David Richter den äldre omkring 1690.

David Richter den äldre, född den 31 augusti 1661 i Stockholm, död den 30 april 1735 i Wien, var en svensk konstnär. Han var kusin till Johan Richter, Bengt Richter, Christian Richter och David Richter den yngre.
Richter utbildade sig sannolikt under David Klöcker Ehrenstrahl och lämnade Sverige kort efter 1696. Vid 1700-talets början verkade han som porträttmålare i Berlin och senare i Wien där han fick stora framgångar med sina porträtt utförda i praktfull barockstil. Richter finns representerad vid bland annat Nationalmuseum i Stockholm.